# Sebastião de Morais
Sebastião de Morais, S.J. (Funchal, cerca de 1534 - a bordo da Nau atracada próximo à Ilha de Moçambique, 19 de agosto de 1588) foi um prelado jesuíta português da Igreja Católica, bispo de Funai.

## Biografia
Entrou para a Companhia de Jesus em 1550, aos 16 anos. Foi o confessor da Infante Dona Maria de Guimarães, desde quando ela foi a Parma para se casar com Alexandre Farnésio, até a sua morte, em 1577. Enquanto na Itália, foi reitor do Colégio de São Roque, em Parma, visitador da Província Jesuíta da Lombardia, auxiliar do bispo de Montefeltro e vice-reitor do Colégio de Brera.
Em seu regresso a Portugal, em 1580 foi nomeado Provincial da Companhia de Jesus com a missão de reformar o governo da Província Portuguesa. Em dezembro de 1587, após a desistência de Pedro da Fonseca assumir a recém erigida Diocese de Funai, foi escolhido pelo Conselho Real para ser bispo daquela Sé. Seu nome foi confirmado pelo Papa Sisto V em Consistório realizado em 19 de janeiro de 1588.
Foi consagrado em 27 de março, na Casa Professa de São Roque de Lisboa, por Dom Miguel de Castro, arcebispo de Lisboa, coadjuvado por Dom Pedro de Castilho, bispo de Leiria e Dom Manuel de Seabra, bispo-emérito de Ceuta.
Em 6 de abril partiu do Tejo, levando consigo mais nove missionários, sendo seis portugueses, dois italianos e um espanhol. Contudo, tendo muitos doentes a Nau que o levava, acabou falecendo na noite de 19 de agosto de 1588, ancorado a uma milha da Ilha de Moçambique. Foi sepultado na Capela de Nossa Senhora do Baluarte.